# Linia Mannerheima

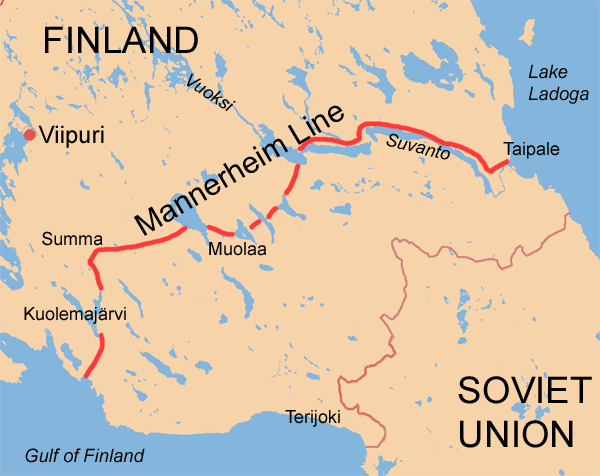
Linia Mannerheima

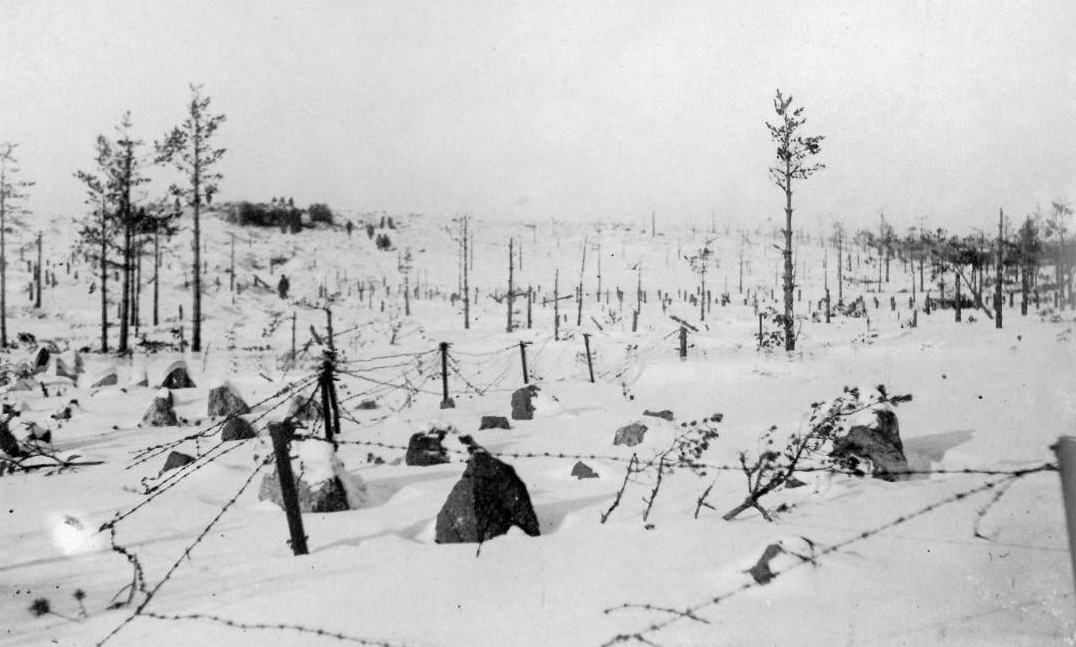
Fragment Linii Mannerheima, widoczne zasieki z drutu kolczastego, w głębi bunkier (zdjęcie z 1940)

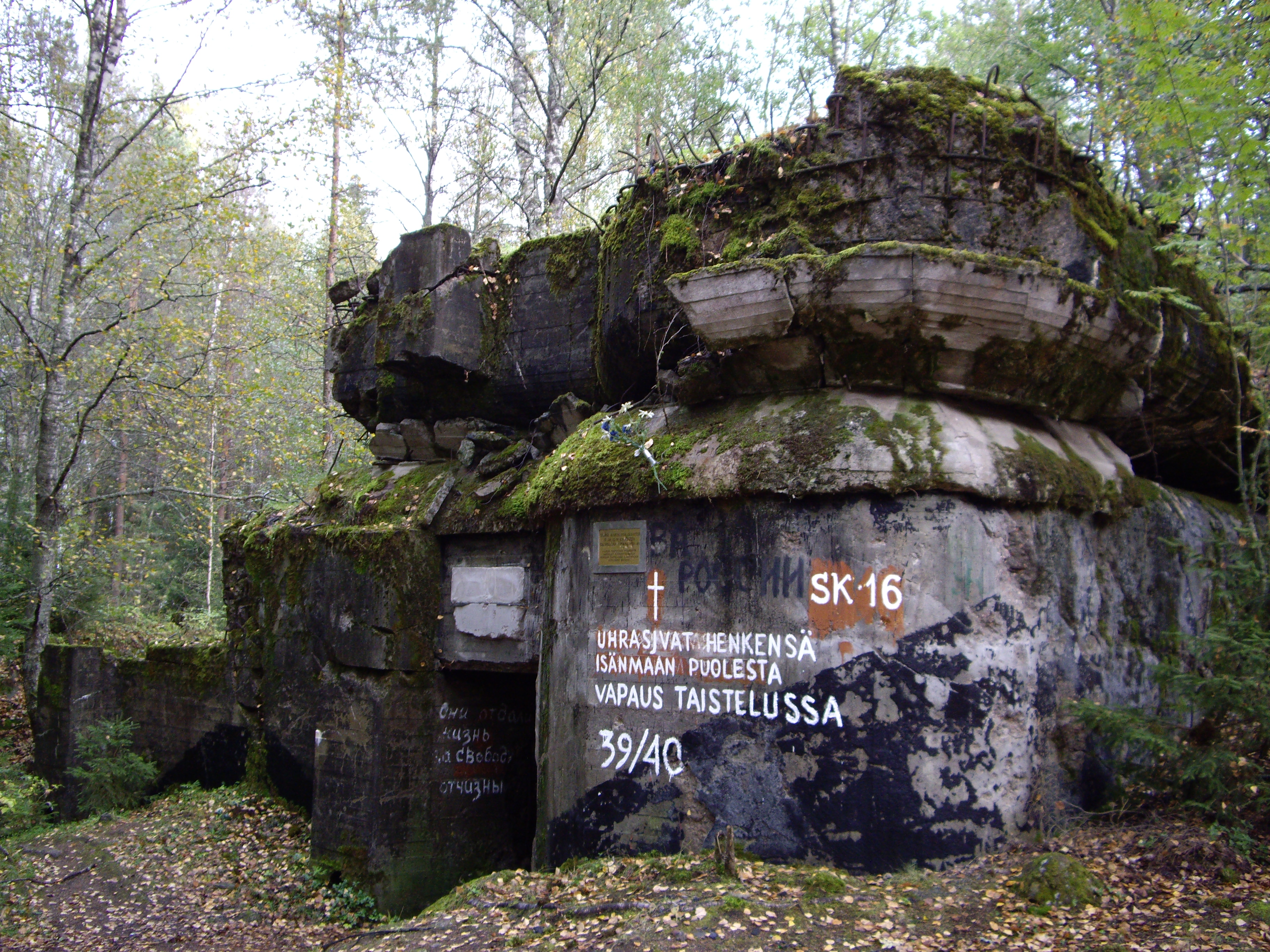
Bunkier Sk16 w 2009

Linia Mannerheima (fiń. Mannerheim-linja) – zespół fińskich umocnień obronnych z lat 1930. na Przesmyku Karelskim, osłaniających kraj przed atakiem ze strony Związku Radzieckiego.
Linia powstała za sprawą Carla Gustafa Mannerheima, przewodniczącego fińskiej Rady Obrony Państwa, który zabiegał o wznowienie zarzuconych wcześniej planów budowy. Jej rozbudowa trwała niemal do samego wybuchu fińsko-radzieckiej wojny zimowej. Ze względu na ograniczenia budżetowe nie zdołano dokończyć założonych planów.
Linia była pozycją obronną długości około 135 km i głębokości do 90 km, wkomponowaną w teren (zwłaszcza na odcinku wschodnim) i oparta o wybrzeże Zatoki Fińskiej oraz jeziora Ładoga. Obejmowała łącznie 150–160 budowli betonowych (dla porównania, francuska Linia Maginota składała się z ponad 5000 tego rodzaju obiektów).
Linia składała się ze: strefy granicznej, pozycji wysuniętej (przedniej), przedpola ze strefą niszczeń, pozycji głównej, pozycji tyłowej (przechwytującej) oraz pozycji osłonowej Wyborga. Aby uniemożliwić jej obejście z kierunku wschodniokarelskiego, wybudowano na północ od jeziora Ładoga fragment pozycji obronnej nad Jänisjoki.
W strefie granicznej nie było umocnień. Do jej obsadzenia przewidziano pododdziały graniczne wykorzystujące doraźnie wykonane urządzenia ziemne.
Pozycja wysunięta długości około 85 km była oddalona od granicy o 25–40 km (z wyjątkiem odcinka środkowego, położonego w odległości 5 km). Na pozycji tej znajdowały się umocnienia typu polowego wykonane tuż przed wybuchem wojny oraz 12 schronów betonowych z karabinami maszynowymi. Pozycję obsadzały brygady graniczne.
Między pozycją wysuniętą a główną pozycją obrony rozciągał się tzw. obszar przedpola głębokości około 30 km. Przewidywano w nim działania 4 brygad granicznych (około 13 000 żołnierzy), których zadaniem miało być opóźnianie działań przeciwnika oraz wykonywanie niszczeń w celu maksymalnego utrudnienia mu prowadzenia natarcia.
Pozycja główna składała się z dwóch odcinków. Zachodni obejmował pozycje A i B oddalone od siebie o 5 km. Na obszarze od Zatoki Fińskiej do rzeki Vuoksi znajdowało się 90 betonowych schronów bojowych z karabinami maszynowymi, które zamykały Przesmyk Karelski. Na odcinku wschodnim, wybudowanym wzdłuż brzegów rzek Vuoksi i Suvanto, znajdowało się 5 fortów artyleryjskich (wyposażonych łącznie w 14 dział kalibru 75 i 155 mm) oraz 20 schronów betonowych z karabinami maszynowymi. Fort artyleryjski stanowił betonową budowlę z 2–4 działami i 2 karabinami maszynowymi. Pozycja główna była podzielona na 22 punkty oporu (każdy szerokości 3–4 km i głębokości 1–2 km), składających się z betonowych schronów bojowych, umocnień polowych oraz zapór przeciwpancernych i przeciwpiechotnych. Każdego punktu oporu miały bronić 1-2 bataliony piechoty (fizylierów). Skrzydła pozycji głównej były osłonięte przez zgrupowania artylerii nadbrzeżnej:
- na zachodzie – artyleryjskim punktem oporu Koivisto;
- na wschodzie, nad jeziorem Ładoga – zgrupowaniem artylerii Taipale (złożonym z trzech baterii – łącznie 8 dział kalibru 120 i 155 mm).

Pozycja tyłowa (tzw. przechwytująca), położona 8–12 km za pozycją główną, złożona z umocnień typu polowego, zamykała bezpośrednio kierunek na Wyborg.
Wokół Wyborga wybudowano pozycję osłonową, która składała się z pierścienia zewnętrznego na podejściach oraz wewnętrznego bezpośrednio na skraju miasta. Trzonem pozycji było 15 schronów bojowych.
Próbę ognia linia Mannerheima przeszła podczas wojny zimowej 1939–1940, gdy przez ponad 3 miesiące pozwoliła Finom powstrzymywać ataki Armii Czerwonej, uniemożliwiając jej wdarcie się w głąb terytorium Finlandii. Umocnienia linii Mannerheima szturmowała m.in. 7 Armia. Pierwszy pas umocnień został przełamany 30 grudnia 1939 a drugi 23 lutego 1940.
Na skutek warunków traktatu pokojowego Finlandia utraciła Karelię, tym samym linia znalazła się w granicach ZSRR.  W lecie 1940 radzieccy saperzy metodycznie wysadzili w powietrze wszystkie bunkry linii.  Podczas wojny kontynuacyjnej Finlandia ponownie opanowała Karelię, ale odbudowy linii nie podjęto (wybudowano inne linie: VT i VKT).  Chociaż linia była zrujnowana, obie strony używały jej pozostałości podczas walk w 1941 i 1944.